# Lock Up the Wolves
Lock Up the Wolves è il quinto album della band heavy metal dei Dio, uscito  nel 1990. È il primo e unico album con il giovane talento Rowan Robertson alla chitarra.
Seppur considerato un buon lavoro, grazie al contributo musicale fornito da musicisti di altissimo livello come Jens Johansson (Stratovarius), il disco vendette pochissimo, convincendo così Ronnie a riunirsi temporaneamente ai Black Sabbath, per dare vita nel 1992 all'album Dehumanizer.

## Tracce
1. Wild One – 3:57 –  (Dio, Rowan Robertson)
2. Born on the Sun – 5:30 –  (Dio, Robertson, Jimmy Bain, Vinny Appice)
3. Hey Angel – 4:50 –  (Dio, Robertson)
4. Between Two Hearts – 6:27 –  (Dio, Robertson)
5. Night Music – 4:56 –  (Dio, Robertson, Bain)
6. Lock up the Wolves – 8:18 –  (Dio, Robertson, Bain)
7. Evil on Queen Street – 5:51 –  (Dio, Robertson, Teddy Cook)
8. Walk on Water – 3:36 –  (Dio, Robertson, Jens Johansson)
9. Twisted – 4:35 –  (Dio, Robertson, Bain, Appice)
10. Why Are They Watching Me – 5:00 –  (Dio, Robertson)
11. My Eyes – 6:24 –  (Dio, Robertson, Johansson)

## Formazione
- Ronnie James Dio - voce
- Rowan Robertson - chitarra
- Teddy Cook - basso
- Simon Wright - batteria
- Jens Johansson - tastiere

## Setlist per il Lock up the wolves Tour
1. Intro
2. Wild one
3. Children of the sea
4. Man on the silver mountain
5. Tarot woman
6. Still I'm sad
7. Keyboard solo + Still I'm sad (reprise)
8. Stargazer
9. Long live rock 'n' roll
10. Born on the sun
11. Stand up and shout
12. Why are they watching me
13. Don't talk to strangers
14. Lock up the wolves
15. The Last In Line
16. Heaven and hell
17. The last in line (reprise)
18. Rainbow in the dark
19. Egypt
20. Holy diver